# Mesnil-Sellières
Mesnil-Sellières település Franciaországban, Aube megyében. Lakosainak száma 574 fő (2022. január 1.). Mesnil-Sellières Assencières, Bouranton, Dosches, Laubressel, Rouilly-Sacey és Villechétif községekkel határos.

## Népesség
A település népessége az elmúlt években az alábbi módon változott:
| Lakosok száma | 280  | 325  | 370  | 507  | 586  | 588  | 584  | 587  | 589  | 574  |
|               | 1968 | 1982 | 1990 | 2006 | 2013 | 2015 | 2017 | 2019 | 2020 | 2022 |